# 里弗代爾 (新澤西州)
里弗代爾（英語：Riverdale）是位於美國新澤西州摩里斯縣的自治市鎮。

## 人口
根據2020年美國人口普查的數據，里弗代爾的面積為5.35平方千米，當中陸地面積為5.25平方千米，而水域面積為0.11平方千米。當地共有人口4107人，而人口密度為每平方千米768人。